# Lower Manhattan

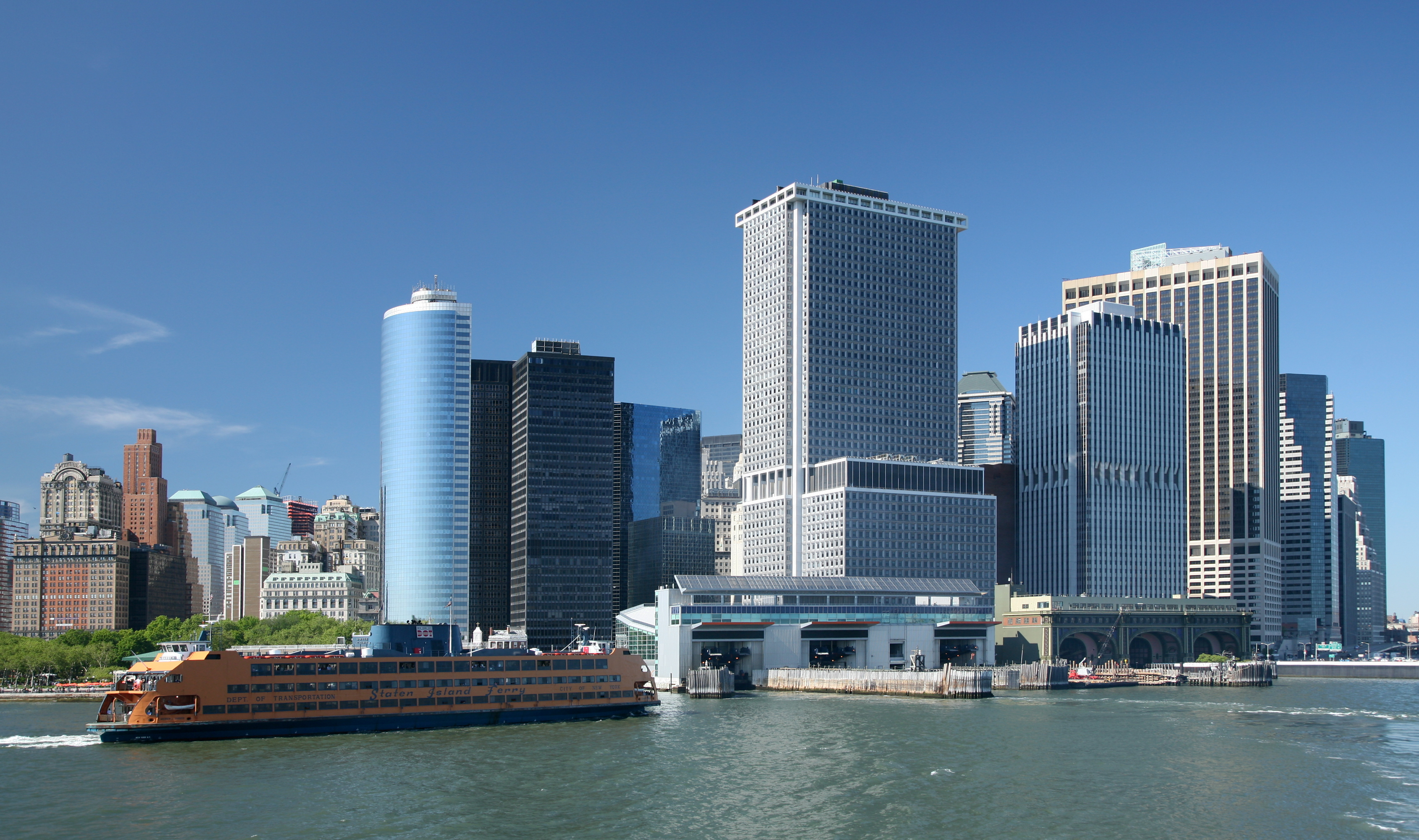
Staten Island Ferry terminal a South Ferry

Lower Manhattan és el barri més al sud de l'illa de Manhattan, un dels boroughs de New York, als Estats Units d'Amèrica. És delimitat pel carrer Chambers al nord, North River (una part del curs del Hudson River) a l'Oest, l'East River a l'Est, i al Sud per Battery Park i l'Upper New York Bay. Lower Manhattan, anomenat també Financial District, inclou Wall Street, City Hall, el Municipal Building, i l'emplaçament del World Trade Center Ground Zero. És el quart "Central business district" del país després de Midtown (Manhattan), el Loop (Chicago) i Washington; era el tercer CBD abans dels Atemptats de l'11 de setembre de 2001.

## Llocs d'interès
Al barri hi ha diversos indrets històrics i turístics, com el Castle Clinton National Monument, el petit parc de Bowling Green on es troba l'Alexander Hamilton U.S. Custom House, el Federal Hall, la Fraunces Tavern, el South Street Seaport, el Fulton Fish Market, el Woolworth Building i Trinity Church.

Panorama urbà dels gratacels de Lower Manhattan